# 伯爾泰尼鄉 (奧爾特縣)
44°26′51″N 24°32′11″E / 44.44750°N 24.53639°E
伯爾泰尼鄉（羅馬尼亞語：Comuna Bălteni, Olt），是羅馬尼亞的鄉份，位於該國南部，由奧爾特縣負責管轄，面積33平方公里，海拔高度192米，2007年人口1,972，人口密度每平方公里59人。